# Heliothryx auritus
Heliothryx auritus, (também Heliothryx aurita) conhecido popularmente como beija-flor-de-bochecha-azul, beija-flor-fada, (Heliothryx auritus) ou colibri-de-bochechas-azuis é uma espécie de beija-flor encontrada nas florestas tropicais da América do Sul.

## Descrição
O beija-flor-de-bochecha-azul é um beija-flor tropical de médio porte. A parte superior do corpo é verde brilhante e a parte inferior é branca, possuindo uma máscara preta na altura dos olhos. Possui um bico preto relativamente curto. A cauda graduada é preto-azulado no centro, com penas externas brancas da cauda (ou seja, normalmente aparecem preto-azulado de cima e branco de baixo). Dependendo da subespécie, o macho tem um malar ou garganta verde. A fêmea é semelhante, mas com cauda mais longa e sem malar/garganta verde.

## Distribuição e habitat
O beija-flor-de-bochecha-azul é encontrado em Bolívia, Brasil, Colômbia, Equador, Guiana Francesa, Guiana, Peru, Suriname e Venezuela. Seu habitat natural é a floresta tropical e subtropical úmida.

## Comportamento
Essa espécie reproduz-se durante todo o ano, o ninho é uma taça feita de penugem presa a um galho a cerca de 3-30 metros acima do solo. O tamanho da ninhada é de 2 ovos incubados pela fêmea por cerca de 15 dias. Os jovens emplumam após 23–26 dias e se reproduzem pela primeira vez quando têm dois anos de idade.
Este beija-flor caça pequenos insetos no ar, e também recolhe-os da folhagem. Ao se alimentar de néctar, às vezes faz um pequeno orifício na base de flores grandes, dando acesso ao néctar que, de outra forma, só seria acessível a beija-flores com bico mais longo.

## Subespécies
São reconhecidas três subespécies:
- Heliothryx auritus auriculatus  (Nordmann, 1835) - ocorre do leste do Peru e região central da Bolívia até a região central da Amazônia brasileira ao sul do Rio Amazonas até o estado do Mato Grosso e até o Rio Tapajós, e no leste do Brasil, do leste do estado da Bahia, Espírito Santo, Minas Gerais e São Paulo, podendo ocasionalmente ser encontrado no estado de Santa Catarina.
- Heliothryx auritus auritus  (Gmelin, 1788) - ocorre no sudeste da Colômbia, leste do Equador e no nordeste da Venezuela, nas Guianas e no norte do Brasil, ao norte do rio Amazonas;
- Heliothryx auritus phainolaemus  (Gould, 1855) - ocorre na região amazônica brasileira ao sul do Rio Amazonas, nos estados do Pará e Maranhão.

## Conservação
A fada das orelhas pretas tem um alcance muito grande. A população pode estar em declínio devido à degradação do habitat da floresta tropical e isso é descrito como incomum. Mesmo assim, a IUCN listou-o como sendo Pouco Preocupante, visto que a taxa de declínio da população não é considerada rápida o suficiente para justificar sua colocação em uma categoria mais ameaçada.